# Терра-Рика
Терра-Рика (порт. Terra Rica) — муниципалитет в Бразилии, входит в штат Парана. Составная часть мезорегиона Северо-запад штата Парана. Входит в экономико-статистический микрорегион Паранаваи. Население составляет 13 714 человека на 2006 год. Занимает площадь 700,587 км². Плотность населения — 19,6 чел./км².

## История
Город основан 4 декабря 1955 года.

## Статистика
- Валовой внутренний продукт на 2003 год составляет 83 171 090,00 реалов (данные: Бразильский институт географии и статистики).
- Валовой внутренний продукт на душу населения на 2003 год составляет 6047,93 реалов (данные: Бразильский институт географии и статистики).
- Индекс развития человеческого потенциала на 2000 год составляет 0,746 (данные: Программа развития ООН).